# Pristimantis pleurostriatus
Pristimantis pleurostriatus es una especie de anfibio anuro de la familia Craugastoridae.

## Distribución
Esta especie es endémica del estado de Mérida en Venezuela. Habita en San Eusebio a unos 2 316 metros sobre el nivel del mar en la cordillera de Mérida.

## Publicación original
- Rivero, 1984 "1982" : Los Eleutherodactylus (Amphibia, Salientia) de los Andes venezolanos. 2. Especies Subparameras. Memoria de la Sociedad de Ciencias Naturales La Salle, vol. 42, n.º 118, p. 57-132.[5]